# Карамашева, Светлана Олеговна
Светлана Олеговна Карамашева  (в девичестве Подосёнова; род. 24 мая 1988 года, Седельниково, Омская область) — российская легкоатлетка, Мастер спорта России международного класса.

## Биография
Воспитанница омской областной СДЮСШОР «Авангард», тренер — Н. Ф. Вершинина. Представляла Омскую и Московскую области, Хакасию. В детско-юношеском возрасте занималась плаванием и бегом на длинные дистанции. В 18-летнем возрасте стала серебряным призёром чемпионата России 2006 года в горном кроссе на 20 км.
Чемпионка России 2012 года в кроссе (2 км), чемпионка России 2013 года в беге на 1500 м. В 2014 году стала чемпионкой страны на дистанции 1500 м, серебряным призёром на дистанции 800 м, а также бронзовым призёром в кроссе на 2 км. Чемпионка и призёр чемпионатов России в помещении (2013, 2014). В 2017 году стала бронзовым призёром чемпионата России в кроссе (2 км).
В 2013—2014 годах входила в сборную России, участвовала в международных соревнованиях. На чемпионате Европы в помещении 2013 года стала пятой в забеге на 1500 м. В 2014 году на этой же дистанции заняла 11-е место. На чемпионатах мира на своей коронной дистанции 1500 м была в 2013 году — 13-й, а в 2014 году (в помещении) — седьмой. В 2019 году сменила тренера и регион. Выступая за Хакасию постоянно становилась призером Чемпионатов России и всероссийских соревнований. В 2020 году в течение 4 месяцев пробежала по нормативу Мастер Спорта России все дистанции от 800 метров до марафона, что является уникальным достижением.
Дисквалифицирована на два года и шесть месяцев за отклонения показателей в паспорте крови. Отсчет дисквалификации ведется с 7 июня 2017 года, когда она была временно отстранена от соревнований.
Аннулированию подлежат все результаты, достигнутые спортсменкой в период с 14 июля 2012 года по 6 августа 2014 года.

## Личная жизнь
У Светланы есть старшая сестра, Анастасия. Отец — Олег Подосенов, КМС, трагически погиб в 1999 году. Мать Светланы, Светлана Подосенова-старшая, является мастером спорта по лёгкой атлетике.
Замужем. Муж Карамашев Максим Сергеевич, мастер спорта по летнему служебному биатлону. У супругов есть сын Юрий (2015 г. р.).
Светлана Карамашева является сержантом полиции.